# Friedrich Ernst Kettner

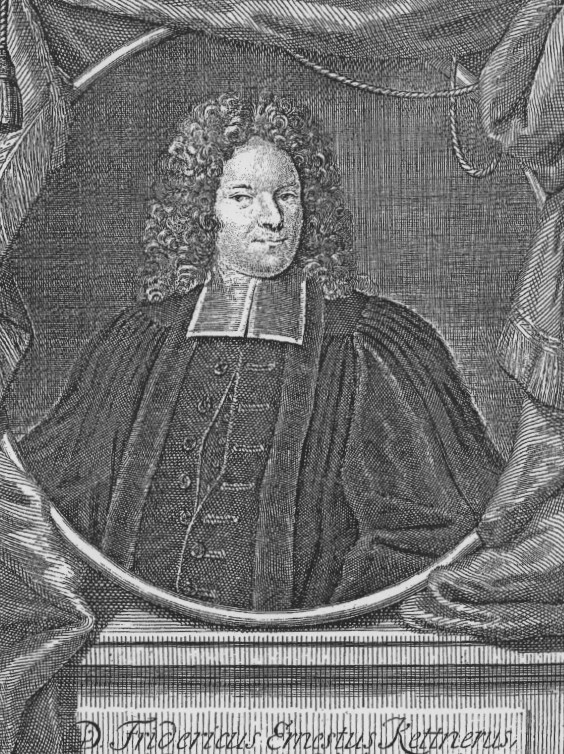
Friedrich Ernst Kettner

Friedrich Ernst Kettner (* 21. Januar 1671 in Stollberg; † 21. Juli 1722 in Quedlinburg) war ein deutscher evangelischer Theologe.

## Leben und Werk
Kettner entstammt einer sächsischen Pastorenfamilie. Sein Großvater, Hermann Kettner, war von 1647 bis 1675 Pastor in Stollberg. Sein Vater, Friedrich Kettner, war Diakon an der Leipziger Thomaskirche und starb 1680 im Alter von 35 Jahren an der Pest. Die Großmutter väterlicherseits, Catharina Kettner (gest. 1686), schrieb verschiedene Andachts- und Trostbücher. Sein Bruder war Friedrich Gottlieb Kettner.
Nach dem frühen Tod des Vaters wurde er mit seinen Geschwistern an die Schule nach Annaberg gegeben. 1687 nahm er das Studium in Leipzig auf, wo er im Hause Thomas Ittigs wohnte. Bereits im folgenden Jahr erwarb er den Baccalaureus (Disputation de prudentia ratiocinandi und de praejudiciis), 1689 wurde er Magister der Philosophie. Sein kirchliches Examen legte er 1694 in Dresden ab. 1695 wurde er Informator der Töchter des Herzogs zu Sachsen-Weißenfels, 1697 Superintendent in Eckartsberg. Nach der Lizentiatendisputation in Jena (1697) hielt er dort Vorlesungen vor allem über aktuelle Religionskontroversen. 1701 wurde er Oberhofprediger an der Stiftskirche in Quedlinburg, 1708 Kirchen- und Konsistorialrat. Die Universität Jena verlieh ihm 1709 den Doktortitel. Zwei Ehen, 1699–1717 und 1717–1722, blieben kinderlos.
Kettners Werk umfasst verschiedene Predigtbände, Untersuchungen zum Neuen Testament, insbesondere zu dessen Trinitätsvorstellung, kirchenrechtliche Fragen zur Ehe, Beiträge zur Quedlinburger Lokalgeschichte sowie zu aktuellen theologischen Debatten. Er verstarb bei der Arbeit an einem Buch über Christi weise Reden und Taten.
Kettner verkörpert das sächsische Luthertum in seiner traditionsbewahrenden, aber auch in seiner neuen Bewegungen gegenüber aufmerksamen und bei aller Kritik klug wägenden Art. Insbesondere seine Beiträge zur Religion der Klugen (Exercitationes de religione prudentum. 1701) und zur Selbstgewählten Religion (Bedenken von der religione eclectica. 1702) sind für die religiösen und theologischen Umformungsprozesse der Frühaufklärung charakteristisch und aufschlussreich.

## Werke
- De studio nouitatis in philosophia. Diss. Leipzig 1689.
- De historia Electoratus VIII.. Diss. Leipzig 1690.
- De testimoniis Pontificum de suis erroribus. Diss. Leipzig 1691.
- De Vnitariis. Diss. Leipzig 1691.
- De Spinosa et Bekkero. Diss. pro Loco, Leipzig 1694.
- Vindiciae dicti vexati de tribus in coelo testibus. 1702.
- De gemitu Spiritus S. ad Rom. VIII,26. Diss. Inauguralis, Jena 1697.
- Miscellan-Predigten. Uber allerhand Haupt-Sprüche der Heil. Schrifft. Altenburg 1700.
- Dicta illustria und Fürtrefliche Macht-Sprüche der H. Schrifft. In XIV. Predigten erkläret. Altenburg 1701.
- Exercitationes historico-theologicae de religione prudentum. 1701.
- Vale & Salue, Schluß und Gruß,  das ist eine Danck-, Abzugs-, Anzugs- und Charfreytags-Predigt. Altenburg 1702.
- Schrifftmäßig Bedencken von der religione eclectica. Jena 1702.
- Gründliche Untersuchung der hochangelegenen und bißher vielfältig bestrittenen Gewissens-Frage: Ob iemand seines verstorbenen Weibes leibliche Schwester nach Geist- und Weltlichen Rechten heyrathen darff? Quedlinburg 1707.
- Commentarius über das XVIII Capitel Leuitici von den Göttlichen Eh-Gesetzen. Quedlinburg 1707.
- Iudicia & Responsa von der Ehe mit des Weibes Schwester. Quedlinburg 1707.
- Christliche Vermahnung sich vor der Quäquer und Böhmischen Separatismo, Absonderung und Verachtung des Heil. Abendmahls zu hüten. Quedlinburg 1709.
- Kirchen- und Reformations-Historie des Kaiserlichen freyen Weltlichen Stiffts Quedlinburg. Quedlinburg 1709.
- De prima Abatissa Quedlinburgensi. Diss. Quedlinburg 1711.
- Antiquitates Quedlinburgensis & Diplomata. Leipzig 1712.
- Vindiciae nouae dicti vexatissimi de tribus in coelo testibus, 1. Ioh. V,17. Delitii 1712.
- Historia dicti Iohannei de sanctissima Trinitate 1 Ioh. V,7. Frankfurt / Leipzig 1713.
- Erklärung des Eingangs zu dem Euangelio S. Johannis. Quedlinburg 1714.
- Vindiciae relationis de Quedlinburgensi Colloquio. In: Miscellanea Lipsiensia. Band 1, Leipzig 1716, Observatio 18, S. 214–239.
- De horis passionis Jesu. In: Miscellanea Lipsiensia. Band 4, Leipzig 1717, Observatio 74, S. 1–55.
- De reliquiis miraculorum & visionum post Apostolorum tempora. In: Miscellanea Lipsiensia. Band 8, Leipzig 1718, Observatio 173, S. 190–245.
- Zergliederte Paßions-Historie, Oder Gott-geheiligte Betrachtung des Leidens Christi. Dresden 1718.
- De Aduocatione, auxilio & gemitu Spiritus S. ad Rom. VIII,26. Jena 1720.
- Der Vorschmack der Höllen und des Himmels. Predigt, Leipzig 1719.

## Zeitgenössische Rezensionen
- Deutsche Acta Eruditorum. 16. T., Leipzig 1713, S. 283–292 [zu Historia dicti Iohannei de Trinitate]
- Neuer Bücher-Saal der Gelehrten Welt. 30. Oeffnung, Leipzig 1714, S. 377–396 [zu Historia dicti Iohannei de Trinitate]